# Wojciech Łobodziński
Wojciech Łobodziński (pronunție în poloneză [ˈvɔjtɕɛx wɔbɔˈdʑiɲskʲi]; n. 20 octombrie 1982 în Bydgoszcz), este un fotbalist polonez care joacă ca mijlocaș pentru Miedź Legnica.

## Cariera la club
Łobodziński a început să joace fotbal la Zawisza Bydgoszcz. În 1999 a ajuns la Stomil Olsztyn unde a debutat în Ekstraklasa. Ulterior, Łobodziński s-a transferat la Wisła Płock, unde a jucat până în 2003. Apoi, el a jucat pentru Zagłębie Lubin și a ajutat echipa să câștige campionatul Ekstraklasa în sezonul 2006-07. În 2008 Łobodziński a fost cumpărat de Wisła Cracovia, unde a jucat până în 2011, câștigând campionatul de trei ori. În 2012 a ajuns la ŁKS Łódź.

## Carieră la națională
A făcut parte din echipa Poloniei U-16 care s-a plasat pe locul al doilea la Campionatul European de Fotbal sub 17, în 1999, făcând parte și din echipa care a câștigat Campionatul European U-18 în 2001. Pe 6 decembrie 2006, și-a făcut debutul pentru echipa de seniori a țării sale în victoria cu 5 - 2 victoria împotriva Emiratelor Arabe Unite, într-un meci amical. A marcat două goluri la națională, primul pe 4 martie 2007 într-un meci cu Azerbaijan, disputat la Varșovia și câștigat de polonezi cu scorul de 5-0. Al doilea meci în care a marcat a fost cel amical cu Republica Cehă din 6 februarie 2008, care s-a jucat la Cipru și s-a încheiat cu scorul de 2-0. Łobodziński a fost inclus în lotul Poloniei la Euro 2008, jucând în toate cele trei meciuri.

## Titluri
Sursă

### Zagłębie Lubin
- Ekstraklasa: 2006-07
- Supercupa Poloniei: 2007

### Wisła Cracovia
- Ekstraklasa: 2007-08, 2008-09, 2010-11

### Internaționale
- Campionatul UEFA U-18: 2001

## Statistici
| Club              | Sezon         | Ligă          | Campionat | Campionat | Cupă    | Cupă   | Cupe europene | Cupe europene | Total   | Total  |
| Club              | Sezon         | Ligă          | Meciuri   | Goluri    | Meciuri | Goluri | Meciuri       | Goluri        | Meciuri | Goluri |
| ----------------- | ------------- | ------------- | --------- | --------- | ------- | ------ | ------------- | ------------- | ------- | ------ |
| Zawisza Bydgoszcz | 1998–1999     | III Liga      | 4         | 4         | –       | –      | –             | –             | 4       | 4      |
| Stomil Olsztyn    | 1999–2000     | Ekstraklasa   | 1         | 0         | 3       | 0      | –             | –             | 4       | 0      |
| Wisła Płock       | 1999–2000     | Ekstraklasa   | 3         | 0         | 1       | 0      | –             | –             | 4       | 0      |
| Wisła Płock       | 2000–2001     | Ekstraklasa   | 3         | 1         | 1       | 0      | –             | –             | 4       | 1      |
| Wisła Płock       | 2001–2002     | I Liga        | 17        | 1         | 7       | 0      | –             | –             | 24      | 1      |
| Wisła Płock       | 2002–2003     | Ekstraklasa   | 16        | 1         | 5       | 0      | –             | –             | 21      | 1      |
| Zagłębie Lubin    | 2003–2004     | I Liga        | 24        | 5         | 1       | 0      | –             | –             | 25      | 5      |
| Zagłębie Lubin    | 2004–2005     | Ekstraklasa   | 23        | 7         | 14      | 6      | –             | –             | 37      | 13     |
| Zagłębie Lubin    | 2005–2006     | Ekstraklasa   | 29        | 3         | 9       | 1      | –             | –             | 38      | 4      |
| Zagłębie Lubin    | 2006–2007     | Ekstraklasa   | 30        | 3         | 6       | 0      | 2             | 1             | 38      | 4      |
| Zagłębie Lubin    | 2007–2008     | Ekstraklasa   | 15        | 0         | 5       | 2      | 2             | 0             | 22      | 2      |
| Wisła Kraków      | 2007–2008     | Ekstraklasa   | 11        | 1         | 5       | 0      | –             | –             | 16      | 1      |
| Wisła Kraków      | 2008–2009     | Ekstraklasa   | 26        | 2         | 6       | 0      | 6             | 0             | 38      | 2      |
| Wisła Kraków      | 2009–2010     | Ekstraklasa   | 27        | 1         | 5       | 1      | 2             | 0             | 34      | 2      |
| Wisła Kraków      | 2010–2011     | Ekstraklasa   | 6         | 0         | 2       | 0      | 2             | 0             | 10      | 0      |
| ŁKS Łódź          | 2011-2012     | Ekstraklasa   | 11        | 1         | –       | –      | –             | –             | 11      | 1      |
| Miedz Legnica     | 2012–2013     | I liga        | 14        | 7         | -       | -      | –             | –             | 14      | 7      |
| Miedz Legnica     | 2013–2014     | I liga        | 9         | 1         | 1       | 0      | -             | 0             | 10      | 1      |
| Total             | Total carieră | Total carieră | 269       | 38        | 71      | 10     | 14            | 1             | 354     | 49     |